# جاکه
جاکه (به صربی: Đake) یک منطقهٔ مسکونی در صربستان است که در کورشوملیا واقع شده‌است. جاکه ۸۳ نفر جمعیت دارد.